# Henning Larsen
Pour les articles homonymes, voir Larsen.
Henning Larsen, né le 20 août 1925 à Opsund et mort le 22 juin 2013 à Copenhague, est un architecte danois. Il est le fondateur du cabinet d'architectes Henning Larsen Architects.
L'Opéra de Copenhague et le ministère des Affaires étrangères d'Arabie saoudite à Riyad sont ses travaux les plus notables.

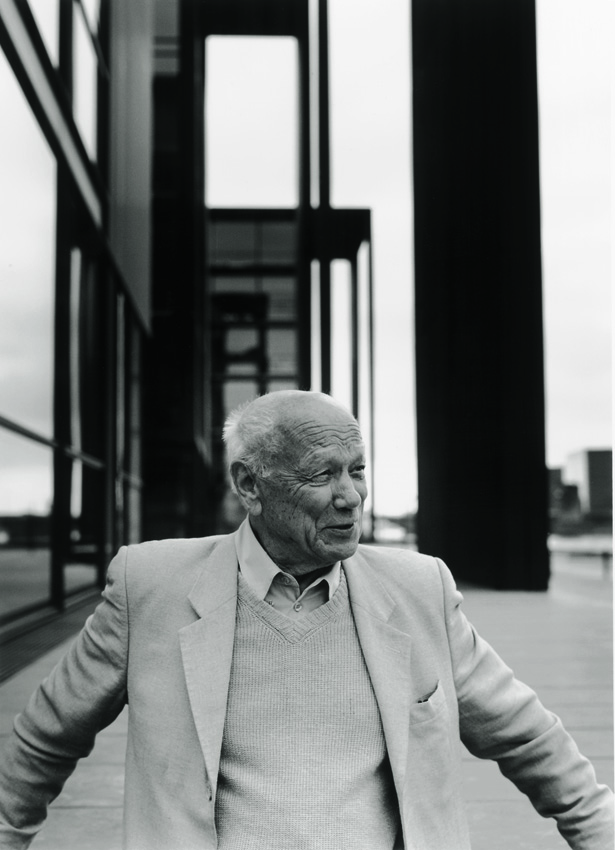
Henning Larsen, 2012